# Grotte de Montesinos

La grotte de Montesinos est une grotte naturelle située dans la commune  de Ossa de Montiel (province d'Albacete en Espagne),.
La grotte, connue pour apparaître dans le roman Don Quichotte de la Manche. Elle a été classée Bien d'intérêt culturel en 2017.

## Description
Il s'agit d'une cavité karstique de 18 m de profondeur, avec un fond à travers lequel circule l'eau, provenant de la dissolution de la roche calcaire qui prédomine dans le parc naturel des Lagunas de Ruidera. Ses dimensions sont de 45 m de profondeur au maximum, 59 m de largeur au maximum. La hauteur maximale à l'intérieur est d'environ 5 m. L'orifice d'entrée est situé entièrement dans le plan horizontal. On accède à la grotte par de gros blocs de pierre effondrés jusqu'au Portal, autrefois appelé Los Arrieros (Le Portail des Muletiers) car c'était leur abri contre les intempéries. L'entrée descend par un hall entouré de blocs de pierre qui mènent au milieu de la cavité jusqu'à la plus grande zone, connue sous le nom de La Gran Sala, dans le dôme de laquelle se trouve une grande colonie de chauves-souris. Près de l'entrée, il y a une galerie latérale.
À l'intérieur de la cavité, il existe des preuves claires de formations de différents types de spéléothèmes. De petites stalactites embryonnaires, géologiquement définies comme des macaronis, peuvent être observées dans toute la voûte, ainsi que des drapeaux et des coulées de différentes tailles. D'un point de vue archéologique, il existe des preuves de son occupation depuis l'âge du bronze et de sa relation avec les établissements voisins des périodes ibérique et romaine.

## Histoire
Cependant, la grotte de Montesinos est surtout connue pour être le décor dans lequel Miguel de Cervantes a placé l'action de quelques chapitres de la deuxième partie de Don Quichotte de la Manche. Dans ces œuvres, Don Quichotte descend au fond de la grotte et s'endort profondément pendant une heure, ce qui lui semble durer trois jours, période au cours de laquelle il fait un rêve magique dans lequel il rencontre Montesinos lui-même, personnage récurrent des poèmes épiques castillans. Cette aventure de Don Quichotte correspond aux chapitres XXII à XXIV de la deuxième partie du roman.

## Galerie

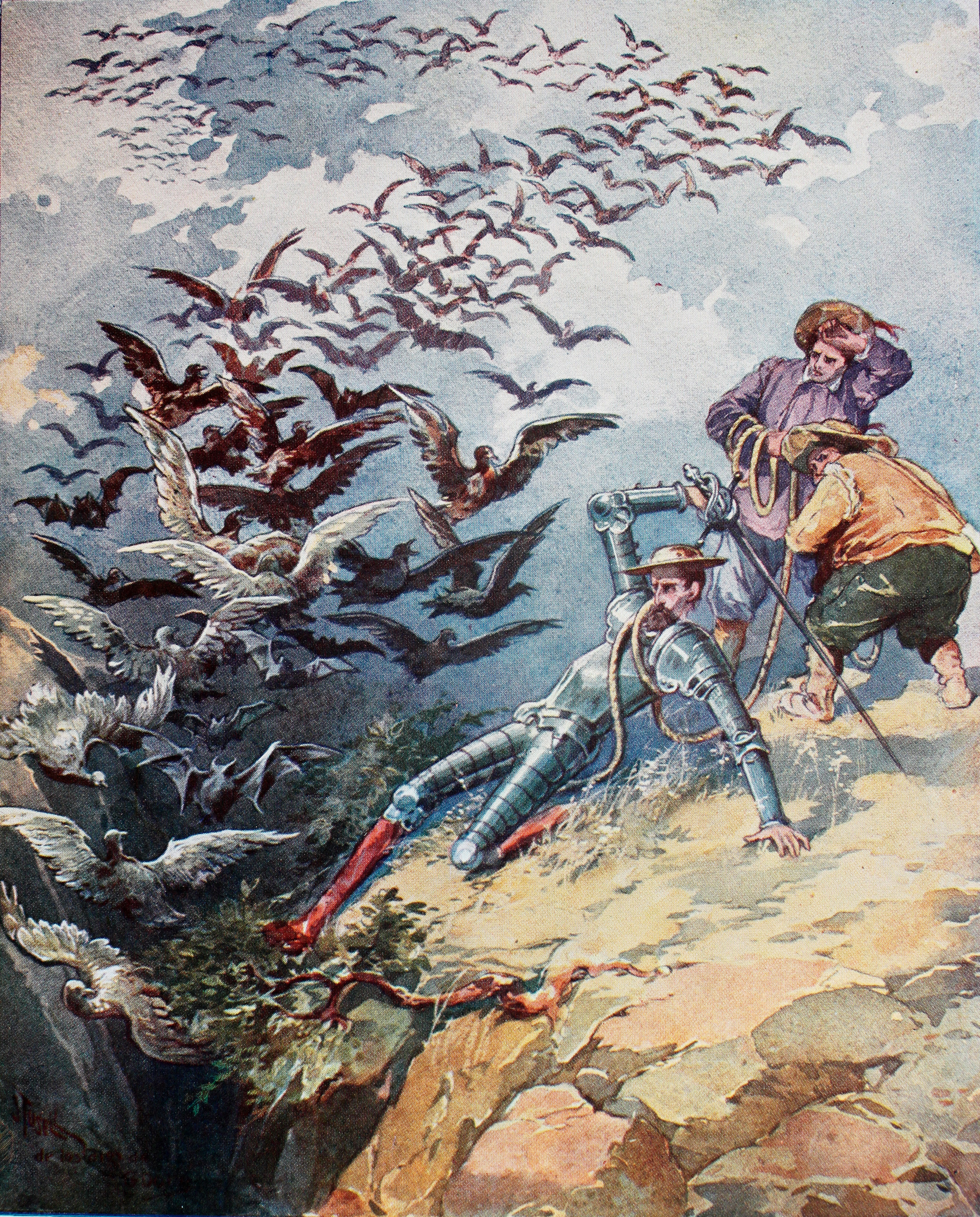
Entrée de Don Quichotte dans la grotte.
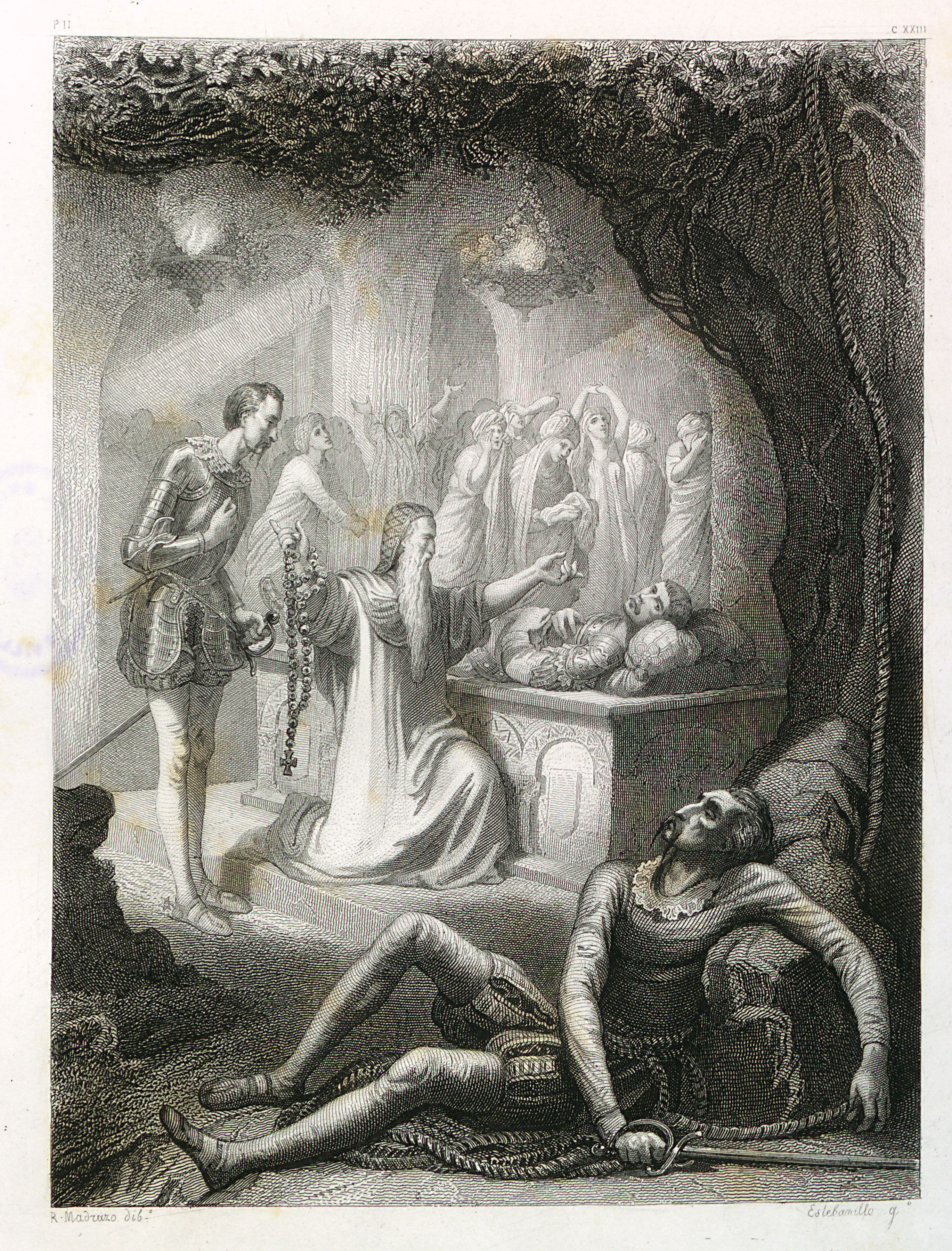
Don Quichotte dans la grotte.